# Estouy
Estouy ist eine französische Gemeinde mit 512 Einwohnern (Stand 1. Januar 2022) im Département Loiret in der Region Centre-Val de Loire. Sie gehört zum Arrondissement Pithiviers und zum Kanton Le Malesherbois. Die Bewohner nennen sich Estoviens und Estoviennes.
Sie grenzt im Nordwesten an Marsainvilliers, im Norden an Ramoulu, im Nordosten an Aulnay-la-Rivière, im Südosten an La Neuville-sur-Essonne, im Süden an Yèvre-la-Ville, im Südwesten an Dadonville und im Westen an Bondaroy.

## Bevölkerungsentwicklung
| Jahr      | 1962 | 1968 | 1975 | 1982 | 1990 | 1999 | 2008 | 2019 |
| --------- | ---- | ---- | ---- | ---- | ---- | ---- | ---- | ---- |
| Einwohner | 330  | 313  | 349  | 391  | 443  | 496  | 520  | 493  |

## Sehenswürdigkeiten
- Kirche Saint-Martin-et-Saint-Grégoire-de-Nicopolis

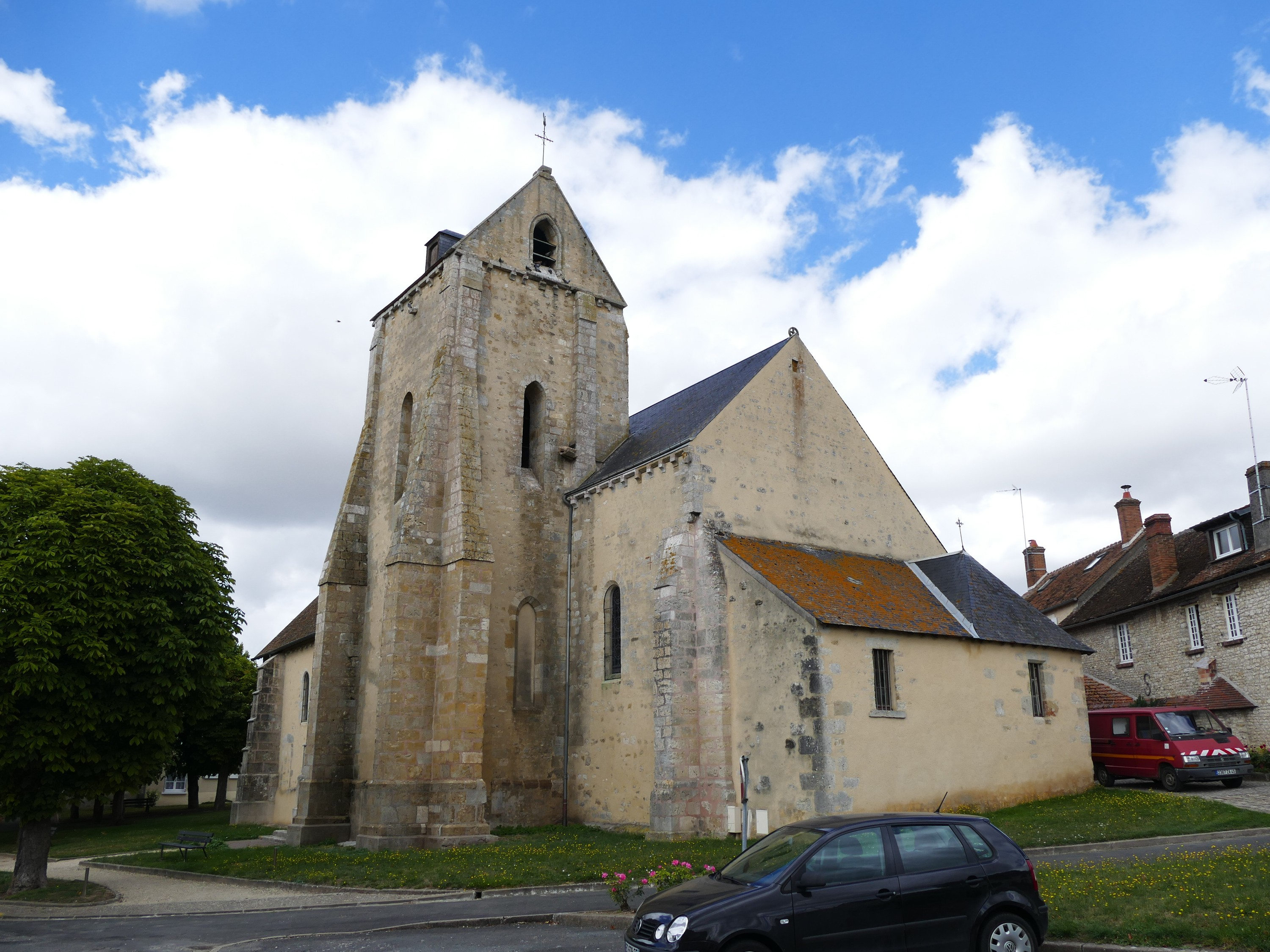
Kirche Saint-Martin-et-Saint-Grégoire-de-Nicopolis